# Ballycommane
Das Boulder Burial (auch Boulder Tomb) im irischen Townland Ballycommane (irisch Baile Uí Chomáin), östlich von Durrus im County Cork gelegen, und das zugehörige Steinpaar wurden 1989 ausgegraben und restauriert. Die Anlage barg keine datierbaren Reste, obwohl es eine kleine Steinkiste in der Nähe des Nord-Ost-Steines und eine rituelle Deponierung unter einem Menhir gab. 
Das Boulder Tomb und die beiden Menhire liegen auf einem Ost-West verlaufenden Grat. Das Besondere dieses Boulder Tombs ist die Verwendung eines Decksteins aus weißem Quarz. Dieser liegt auf drei kleineren Steinen, wie bei einem Bauwerk dieser Art üblich. Interessant sind das Loch und die beiden Rillen an der östlichen Ecke des Boulders. Ähnliche Furchen haben sich bei Maughanasilly und möglicherweise bei Kealkill gefunden. Die beiden quaderartigen, etwa einen Meter hohen Menhire haben flache Oberseiten. 
Beide wahrscheinlich bronzezeitlichen Monumente scheinen zu einer lokalen Gruppe zu gehören. Das Boulder Tomb ist das mittlere von dreien. Etwa 4,0 km südwestlich liegt Coolcoulaghta und 6,1 km nordöstlich liegt Cullomane East. Das nächste Steinpaar liegt etwa 2,2 km entfernt im Nordosten in Parkana, und ein anderes liegt in Coolcoulaghta 6,3 km weiter im Südwesten. Es gibt drei Steinreihen, die nächste liegt 1,5 km entfernt bei Maulinward.